# Hannah Einbinder
Hannah Einbinder, född 21 maj 1995 i Los Angeles, är en amerikansk skådespelare.
Hon är dotter till skådespelaren och komikern Laraine Newman.
Einbinder har bland annat medverkat i TV-serierna History of the World: Part II, Hacks och Strange Planet.

## Filmografi i urval
- 2021–2024 – Hacks (TV-serie)
- 2023 – History of the World: Part II (TV-serie)
- 2023 – Strange Planet (TV-serie)